# Un petit cadeau du Père Noël
Pour plus de détails, voir Fiche technique et Distribution.
Un petit cadeau du Père Noël (Wish Upon a Christmas) est un téléfilm de Noël américain réalisé par Terry Ingram et diffusé le 13 décembre 2015 sur Lifetime.

## Fiche technique
- Titre original : Wish Upon a Christmas
- Réalisation : Terry Ingram
- Scénario : Marcy Holland
- Musique : Stu Goldberg
- Durée : 86 minutes
- Pays :  États-Unis
- Date : 13 décembre 2015 sur Lifetime

## Distribution
- Aaron Ashmore : Jesse
- Christie Laing : Rachel
- Dee Jay Jackson : l'officier de police
- Karen Holness : Rebecca
- Kevin McNulty : Mr Tomte
- Larisa Oleynik : Amelia
- Linda Darlow : Betsy
- Terence Kelly (en) : Ben